# Чемпионат России по волейболу среди женщин 2007/2008
17-й чемпионат России по волейболу среди женских команд суперлиги проходил с 1 декабря 2007 по 27 апреля 2008 года. Чемпионский титул впервые в своей истории выиграло подмосковное «Заречье-Одинцово».

## Регламент турнира
В суперлиге принимали участие 13 команд. Соревнования проводились в два этапа — предварительный и финальный (плей-офф и плей-аут). Сначала состоялись игры предварительного этапа в один круг по разъездному календарю, в результате которых определились 4 команды, которые разыграли 1-4 места по системе плей-офф, 4 команды, разыгравшие 5-8 места также по системе плей-офф и 5 команд, разыгравших 9-13 места.
Игры полуфиналов проводились до двух побед одной из команд (система 1-1-1). В финалах встретились: за 1-2 места — победители полуфиналов за 1-4 места, за 3-4 места — проигравшие в полуфиналах за 1-4 места, за 5-6 места — победители полуфиналов за 5-8 места. 7-8 места не разыгрывались. 7- е место заняла команда, стоящая на предварительном этапе выше.
Все финалы проводились сериями до трёх побед одной из команд (система 2-2-1).
Команды, занявшие на предварительном этапе 9-13 места, играли турами в два круга. Учитывались все результаты предварительного этапа. Две команды, занявшие в этом турнире 12 и 13 места, выбыли в высшую лигу «А».
За победу команды получали 2 очка, за поражение — 1, за неявку — 0. При равенстве очков у двух и более команд расстановка определялась по соотношению выигранных и проигранных партий во всех матчах. В заявку на матч разрешалось заявлять 12 волейболисток, в том числе одного либеро. Количество иностранных игроков в команде должно быть не более двух.

## Суперлига

### Предварительный этап
1 декабря 2007 — 26 марта 2008
| М  | Команда                            | 1   | 2   | 3   | 4   | 5   | 6   | 7   | 8   | 9   | 10  | 11  | 12  | 13  | И  | В  | П  | С/П   | О  |
| -- | ---------------------------------- | --- | --- | --- | --- | --- | --- | --- | --- | --- | --- | --- | --- | --- | -- | -- | -- | ----- | -- |
| 1  | «Заречье-Одинцово» Московская обл. |     | 3:0 | 3:1 | 3:0 | 3:1 | 3:1 | 3:0 | 3:0 | 3:1 | 3:0 | 3:0 | 3:0 | 3:0 | 12 | 12 | 0  | 36:4  | 24 |
| 2  | «Динамо» Москва                    | 0:3 |     | 3:1 | 3:1 | 3:1 | 3:1 | 3:1 | 3:1 | 3:2 | 2:3 | 3:0 | 3:0 | 3:0 | 12 | 10 | 2  | 32:14 | 22 |
| 3  | «Уралочка»-НТМК Свердловская обл.  | 1:3 | 1:3 |     | 3:2 | 2:3 | 3:2 | 2:3 | 3:1 | 3:1 | 3:0 | 3:0 | 3:0 | 3:0 | 12 | 8  | 4  | 30:18 | 20 |
| 4  | «Спартак» Омск                     | 0:3 | 1:3 | 2:3 |     | 3:0 | 3:1 | 0:3 | 3:2 | 3:0 | 3:2 | 3:0 | 3:0 | 3:0 | 12 | 8  | 4  | 27:17 | 20 |
| 5  | «Университет-Белогорье» Белгород   | 1:3 | 1:3 | 3:2 | 0:3 |     | 1:3 | 3:1 | 3:0 | 3:2 | 3:1 | 2:3 | 3:0 | 3:1 | 12 | 7  | 5  | 26:22 | 19 |
| 6  | «Ленинградка» Санкт-Петербург      | 1:3 | 1:3 | 2:3 | 1:3 | 3:1 |     | 3:1 | 3:0 | 3:2 | 3:1 | 3:0 | 2:3 | 2:3 | 12 | 6  | 6  | 27:23 | 18 |
| 7  | «Динамо-Янтарь» Калининград        | 0:3 | 1:3 | 3:2 | 3:0 | 1:3 | 1:3 |     | 1:3 | 2:3 | 3:1 | 3:2 | 3:0 | 3:0 | 12 | 6  | 6  | 24:23 | 18 |
| 8  | «Самородок» Хабаровск              | 0:3 | 1:3 | 1:3 | 2:3 | 0:3 | 0:3 | 3:1 |     | 3:0 | 3:2 | 3:1 | 3:0 | 3:0 | 12 | 6  | 6  | 22:22 | 18 |
| 9  | Балаковская АЭС Балаково           | 1:3 | 2:3 | 1:3 | 0:3 | 2:3 | 2:3 | 3:2 | 0:3 |     | 3:2 | 3:0 | 3:0 | 3:0 | 12 | 5  | 7  | 23:25 | 17 |
| 10 | ЦСКА Москва                        | 0:3 | 3:2 | 0:3 | 2:3 | 1:3 | 1:3 | 1:3 | 2:3 | 2:3 |     | 3:0 | 3:0 | 3:1 | 12 | 4  | 8  | 21:27 | 16 |
| 11 | «Стинол» Липецк                    | 0:3 | 0:3 | 0:3 | 0:3 | 3:2 | 0:3 | 2:3 | 1:3 | 0:3 | 0:3 |     | 3:0 | 3:1 | 12 | 3  | 9  | 12:30 | 15 |
| 12 | «Казаночка» Казань                 | 0:3 | 0:3 | 0:3 | 0:3 | 0:3 | 3:2 | 0:3 | 0:3 | 0:3 | 0:3 | 0:3 |     | 3:1 | 12 | 2  | 10 | 6:33  | 14 |
| 13 | «Автодор-Метар» Челябинск          | 0:3 | 0:3 | 0:3 | 0:3 | 1:3 | 3:2 | 0:3 | 0:3 | 0:3 | 1:3 | 1:3 | 1:3 |     | 12 | 1  | 11 | 7:35  | 13 |

### Плей-офф

#### Полуфинал за 1-4 места
Серия до двух побед. 1 (2), 9 (10) и 13 апреля 2008.
Динамо — Уралочка-НТМК 2-0
Москва. 3:2 (25:14, 25:16, 21:25, 20:25, 15:12)
Нижний Тагил. 3:1 (27:25, 20:25, 25:11, 25:19)
Заречье-Одинцово — Спартак 2-1
Одинцово. 3:0 (25:9, 25:15, 25:18)
Омск. 1:3 (25:19, 20:25, 24:26, 19:25)
Одинцово. 3:0 (25:20, 25:11, 25:11)

#### Полуфинал за 5-8 места
Серия до двух побед. 5, 9 и 13 апреля 2008.
Университет-Белогорье — Самородок 2-1
Белгород. 3:1 (32:30, 25:20, 22:25, 25:14)
Хабаровск. 0:3 (18:25, 17:25, 13:25)
Белгород. 3:1 (25:22, 19:25, 25:21, 25:23)
Ленинградка — Динамо-Янтарь 2-1
Санкт-Петербург. 3:0 (25:18, 25:20, 25:22
Москва. 2:3 (18:25, 16:25, 25:19, 25:14, 13:15)
Санкт-Петербург. 3:0 (25:18, 25:16, 25:16)

#### Матчи за 5-е место
Серия до трёх побед. 18, 19, 23, 24 и 27 апреля 2008.
Университет-Белогорье — Ленинградка 1-3
Белгород. 3:0 (25:20, 25:19, 25:23)
Белгород. 2:3 (18:25, 22:25, 25:20, 25:23, 13:15)
Санкт-Петербург. 1:3 (25:22, 18:25, 21:25, 27:29)
Санкт-Петербург. 0:3 (23:25, 15:25, 20:25)

#### Матчи за 3-е место
Серия до трёх побед. 18, 19, 23, 24 и 27 апреля 2008.
Уралочка-НТМК — Спартак 3-0
Нижний Тагил. 3:0 (28:26, 25:23, 28:26)
Нижний Тагил. 3:1 (25:20, 22:25, 25:22, 25:23)
Омск. 3:0 (25:20, 25:20, 26:24)

#### Финал
Серия до трёх побед. 18, 19, 23, 24 и 27 апреля 2008.
Заречье-Одинцово — Динамо 3-0
Одинцово. 3:0 (25:22, 25:20, 25:22)
Одинцово. 3:1 (25:19, 25:15, 23:25, 25:16)
Москва. 3:0 (28:26, 25613, 25:20)

### Плей-аут
Двухтуровой турнир с учётом всех результатов предварительного этапа. 1 тур — 9-13 апреля 2008 (Балаково), 2 тур — 23-27 апреля 2008 (Москва).
| М  | Команда                   | 9       | 10      | 11      | 12      | 13      | И  | В  | П  | С/П   | О  |
| -- | ------------------------- | ------- | ------- | ------- | ------- | ------- | -- | -- | -- | ----- | -- |
| 9  | ЦСКА Москва               |         | 3:0 3:1 | 3:2 3:1 | 3:1 1:3 | 3:1 2:3 | 20 | 10 | 10 | 42:39 | 30 |
| 10 | Балаковская АЭС Балаково  | 0:3 1:3 |         | 3:1 0:3 | 3:1 2:3 | 3:0 3:1 | 20 | 9  | 11 | 38:40 | 29 |
| 11 | «Стинол» Липецк           | 2:3 1:3 | 1:3 3:0 |         | 0:3 3:2 | 1:3 3:0 | 20 | 6  | 14 | 26647 | 26 |
| 12 | «Автодор-Метар» Челябинск | 1:3 3:1 | 1:3 3:2 | 3:0 2:3 |         | 3:2     | 20 | 6  | 14 | 26:51 | 26 |
| 13 | «Казаночка» Казань        | 1:3 3:2 | 0:3 1:3 | 3:1 0:3 | 2:3     |         | 20 | 4  | 16 | 18:54 | 24 |

#### Примечание
От участия в чемпионате России 2008—2009 отказалась команда ЦСКА. Вместо неё заявлен «Автодор-Метар», сохранивший тем самым прописку в суперлиге.

### Итоги
| 1. «Заречье-Одинцово» (Московская область) | 8. «Самородок» (Хабаровск)      |
| 2. «Динамо» (Москва)                       | 9. ЦСКА (Москва)                |
| 3. «Уралочка»-НТМК (Свердловская область)  | 10. Балаковская АЭС (Балаково)  |
| 4. «Спартак» (Омск)                        | 11. «Стинол» (Липецк)           |
| 5. «Ленинградка» (Санкт-Петербург)         | 12. «Автодор-Метар» (Челябинск) |
| 6. «Университет-Белогорье» (Белгород)      | 13. «Казаночка» (Казань)        |
| 7. «Динамо-Янтарь» (Калининград)           |                                 |

### Команды и игроки
После имени и фамилии волейболистки указано количество сыгранных ею матчей в ходе чемпионата (в скобках — в стартовом составе + в качестве либеро).
 «Заречье-Одинцово» (Московская область)
Любовь Соколова — 18 (18), Ольга Фатеева — 18 (17), Наталья Сафронова — 18 (16), Светлана Крючкова — 18 (0+18), Жанна Проничева — 17 (17), Юлия Меркулова — 16 (16), Ирина Жукова — 14 (14), Татьяна Горшкова — 14 (1), Татьяна Кошелева — 13 (1), Анна Матиенко (Левченко) — 12 (4), Елена Лисовская — 10 (3), Валерия Пушненкова — 7 (1), Екатерина Панкова — 2.
Главный тренер — Вадим Панков.
 «Динамо» (Москва)
Екатерина Гамова — 17 (17), Логан Том — 17 (17), Татьяна Грачёва — 17 (17), Мария Борисенко (Бородакова) — 17 (14), Елена Ежова — 16 (0+16), Виктория Кузякина (Подкопаева) — 15 (0+1), Елена Година — 14 (14), Мария Ликторас — 14 (14), Леся Махно — 12 (6), Ольга Николаева — 4 (1), Ольга Пегачкова (Ильина) — 2 (2), Светлана Крылова −2.
Главный тренер — Леонид Зайко.
 «Уралочка»-НТМК (Свердловская область)
Евгения Эстес (Артамонова) — 17 (17), Александра Пасынкова — 17 (17), Мария Дускрядченко — 17 (17), Марина Шешенина — 17 (17), Елена Плотникова — 17 (17), Елена Сенникова — 17 (0+17), Мария Белобородова — 16 (15), Виктория Русакова — 16, Светлана Чеснокова — 10 (2), Анастасия Салина — 6, Александра Ямщикова − 1, Татьяна Кунышева — 1.
Главный тренер — Николай Карполь.
- «Спартак» (Омск)

Виржини де Карне — 18 (18), Мира Голубович — 18 (18), Анна-Мириам Гансонре — 18 (18), Светлана Левина — 18 (18), Наталья Чумакова — 18 (14), Дарья Векшина — 18 (0+18), Наталья Вдовина — 17 (15), Анастасия Ткачёва — 14 (3), Светлана Артемьева — 13, Марина Иванова — 11 (3), Наталья Васильченко — 1, Наталья Непомнящих — 1.
Главный тренер — Виктор Бардок.
- «Ленинградка» (Санкт-Петербург)

Юлия Андрушко — 19 (19), Любовь Ягодина — 19 (19), Наталья Алимова — 19 (19), Любка Дебарлиева — 19 (19), Елена Созина — 19 (18), Екатерина Кабешова — 19 (0+18), Людмила Силина — 17 (17), Юлия Ероньян — 17 (2), Наталья Белоусова — 15 (1), Мария Купчинская — 10 (0+2), Екатерина Удовиченко — 4, Ирина Бестужева — 3.
Главный тренер — Александр Кашин.
- «Университет-Белогорье» (Белгород)

Виктория Кожина — 19 (5), Елена Пономарёва — 18 (18), Розанжела Корреа — 18 (18), Наталья Морозова — 18 (18), Мария Жадан — 18 (14), Екатерина Орлова — 18, Екатерина Стародубова — 18 (0+18), Наталья Рогачёва (Рощупкина) — 15 (10), Анна Артамонова — 15 (7), Кристин Ричардс — 14 (10), Анна Симонова — 12 (8), Лариса Сычёва — 4 (2), Алина Бершакова — 1 (1), Ольга Ерёмина — 1 (1), Софья Жилина — 1 (1), Татьяна Щукина — 1 (1), Юлия Григорова — 1, Дарья Филатова — 1 (0+1).
Главный тренер — Владимир Кузюткин.
- «Динамо-Янтарь» (Калининград)

Нелли Алишева — 15 (15), Ольга Житова — 15 (15), Ирина Сухова — 15 (15), Ольга Сажина — 15 (15), Ольга Хржановская (Чуканова) — 15 (15), Елена Ганшина — 15 (0+15), Оксана Ковальчук — 14 (14), Анна Киселёва — 10 (1), Наталья Назарова — 6, Мария Базанова — 5, Елена Будылина — 4.
Главный тренер — Михаил Омельченко.
- «Самородок» (Хабаровск)

Юлиана Киселёва — 15 (15), Наталья Куликова — 15 (15), Марина Акулова — 15 (11), Наталья Кузнецова — 15 (0+15), Анна Макарова — 14 (14), Анна Плигунова — 14 (14), Анна Тележук (Коснырева) — 14 (4), Алина Елизарова — 13 (10), Ксения Пешкина — 13 (6), Марина Марюхнич (Манюк) — 13 (1), Юлия Гильманова — 3, Ирина Заряжко — 1.
Главный тренер — Сергей Новиков.
- ЦСКА (Москва)

Ольга Букреева — 20 (19), Анастасия Шмелёва — 20 (18), Елена Гуськова — 20 (4), Анелия Пашина — 20 (0+20), Татьяна Свирина — 18 (18), Наталья Курносова — 17 (17), Тина Липицер-Самец — 16 (16), Елена Муртазаева — 16 (16), Ольга Мустафаева — 16 (3), Юлия Ильина — 14 (7), Ирина Иванова — 9 (2).
Главный тренер — Валерий Лосев.
- Балаковская АЭС (Балаково)

Юлия Свистина — 20 (19), Екатерина Громова — 20 (18), Екатерина Чернова — 20 (0+20), Анна Гурьянова — 19 (8), Елена Ирисова — 18 (18), Анна Подолец — 18 (15), Ольга Фадеева — 18, Анастасия Ярцева — 17 (15), Ирина Уралёва — 13 (8), Лариса Шаманаева — 13 (7), Светлана Акулова — 12 (12), Ксения Шаталова — 4.
Главный тренер — Владислав Фадеев.
- «Стинол» (Липецк)

Надежда Богданова — 20 (20), Екатерина Кусиньш — 20 (20), Регина Мороз — 20 (20), Вера Улякина — 20 (18), Анастасия Гуськова — 19 (18), Анастасия Комарова — 19 (0+19), Жанна Дёмина (Новикова) — 18 (15), Юлия Суханова — 13 (2), Алиса Шекелёва — 11 (2), Ольга Савенчук — 10 (5), Александра Гулевская — 1 (0+1), Ирина Беленкова — 1.
Главный тренер — Игорь Филиштинский.
- «Автодор-Метар» (Челябинск)

Людмила Малофеева — 20 (20), Юлия Седова — 20 (20), Евгения Старцева — 20 (20), Елена Устименко — 19 (19), Элайша Томас — 18 (18), Татьяна Ализарова — 18 (17), Мария Самойлова — 13, Елена Коваленко — 11 (4), Елена Юрина — 11 (0+11), Анна Каргопольцева — 9 (0+9), Татьяна Гречко — 6 (2), Ольга Ефимова — 4.
Главные тренеры — Николай Сорогин; с 13-го тура Евгений Лапшин.
- «Казаночка» (Казань)

Екатерина Калашникова — 20 (20), Марина Егорова — 20 (20), Евгения Кузянина — 20 (19), Любовь Пронина — 20 (17), Ольга Борисова (Озова) — 20 (16), Екатерина Лобанова — 20 (0+20), Галия Козина — 18 (14), Инна Раздобарина — 14, Алина Бутько — 10 (6), Ольга Доронина — 10 (6), Татьяна Фукс — 10 (2), Татьяна Белявская — 9, Ирина Шугурова — 2.
Главный тренер — Пётр Хилько.

### Самые результативные
| Общая результативность                          | Общая результативность |
|                                                 | Очки                   |
| ----------------------------------------------- | ---------------------- |
| 1. Юлия Андрушко («Ленинградка»)                | 454                    |
| 2. Евгения Эстес (Артамонова) («Уралочка»-НТМК) | 381                    |
| 3. Елена Пономарёва («Университет-Белогорье»)   | 380                    |
| 4. Екатерина Гамова («Динамо»)                  | 351                    |
| 5. Анна Подолец (Балаковская АЭС)               | 313                    |
| 6. Нелли Алишева («Динамо-Янтарь»)              | 310                    |
| 7. Людмила Малофеева («Автодор-Метар»)          | 306                    |
| 8. Елена Устименко («Автодор-Метар»)            | 300                    |
| 9. Виржини де Карне («Спартак»)                 | 296                    |
| 10. Любовь Соколова («Заречье-Одинцово»)        | 288                    |

| Атака                                           | Атака |
|                                                 | Очки  |
| ----------------------------------------------- | ----- |
| 1. Юлия Андрушко («Ленинградка»)                | 401   |
| 2. Евгения Эстес (Артамонова) («Уралочка»-НТМК) | 337   |
| 3. Елена Пономарёва («Университет-Белогорье»)   | 329   |
| 4. Екатерина Гамова («Динамо»)                  | 294   |
| 5. Нелли Алишева («Динамо-Янтарь»)              | 282   |
| 6. Виржини де Карне («Спартак»)                 | 261   |
| 7. Людмила Малофеева («Автодор-Метар»)          | 257   |
| 8. Елена Устименко («Автодор-Метар»)            | 256   |
| 9. Анна Подолец (Балаковская АЭС)               | 253   |
| 10. Наталья Курносова (ЦСКА)                    | 242   |

| Блок                                             | Блок |
|                                                  | Очки |
| ------------------------------------------------ | ---- |
| 1. Регина Мороз («Стинол»)                       | 77   |
| 2. Наталья Алимова («Ленинградка»)               | 74   |
| 3. Юлия Седова («Автодор-Метар»)                 | 71   |
| 4. Елена Ирисова (Балаковская АЭС)               | 68   |
| 5. Елена Муртазаева (ЦСКА)                       | 56   |
| 6. Мария Дускрядченко («Уралочка»-НТМК)          | 55   |
| 7-8. Жанна Проничева («Заречье-Одинцово»)        | 53   |
| 7-8. Ольга Житова («Динамо-Янтарь»)              | 53   |
| 9-10. Наталья Морозова («Университет-Белогорье») | 49   |
| 9-10. Элайша Томас («Автодор-Метар»)             | 49   |

| Подача                                          | Подача |
|                                                 | Очки   |
| ----------------------------------------------- | ------ |
| 1. Любовь Ягодина («Ленинградка»)               | 31     |
| 2. Любовь Соколова («Заречье-Одинцово»)         | 29     |
| 3-5. Юлия Андрушко («Ленинградка»)              | 26     |
| 3-5. Елена Созина («Ленинградка»)               | 26     |
| 3-5. Наталья Морозова («Университет-Белогорье») | 26     |
| 6. Людмила Малофеева («Автодор-Метар»)          | 23     |
| 7-8. Евгения Кузянина («Казаночка»)             | 21     |
| 7-8. Екатерина Гамова («Динамо»)                | 21     |
| 9-10. Виржини де Карне («Спартак»)              | 19     |
| 9-10. Юлия Свистина (Балаковская АЭС)           | 19     |

## Высшая лига «А»
Соревнования в высшей лиге «А» (втором по значению женском волейбольном дивизионе) состояли из двух этапов — предварительного и финального. На предварительном этапе соревнования проводились в двух зонах — «Европа» и «Сибирь — Дальний Восток». В финальном этапе принимали участие по три лучшие команды из двух зон.

### Предварительный этап
В зоне «Европа» соревнования проводились с 29 сентября 2007 по 29 марта 2008 по разъездному календарю и состояли из двух раундов. В первом все команды играли в один круг спаренными матчами, во втором - 6 лучших и 6 худших команд сыграли в один круг спаренными матчами внутри своих шестёрок с учётом всех матчей первого раунда. В зоне «Сибирь — Дальний Восток» соревнования проводились с 8 октября 2007 по 23 марта 2008 по туровой системе (10 туров).
| Зона «Европа» | Зона «Европа»                             | Зона «Европа» | Зона «Европа» | Зона «Европа» | Зона «Европа» | Зона «Европа» |
| М             | Команды                                   | И             | В             | П             | С/П           | О             |
| ------------- | ----------------------------------------- | ------------- | ------------- | ------------- | ------------- | ------------- |
| 1             | «Факел» (Новый Уренгой)                   | 32            | 29            | 3             | 91:20         | 61            |
| 2             | «Динамо»-РГСУ (Москва)                    | 32            | 28            | 4             | 87:30         | 60            |
| 3             | «Северсталь» (Череповец)                  | 32            | 20            | 12            | 68:45         | 52            |
| 4             | «Прометей»-УГНТУ (Уфа)                    | 32            | 16            | 16            | 61:63         | 48            |
| 5             | «Искра» (Самара)                          | 32            | 16            | 16            | 57:62         | 48            |
| 6             | «Уралочка»-2-УГТУ-УПИ (Свердловская обл.) | 32            | 12            | 20            | 50:68         | 44            |
| 7             | «Надежда» (Серпухов)                      | 32            | 19            | 13            | 67:55         | 51            |
| 8             | «Динамо» (Краснодар)                      | 32            | 14            | 18            | 59:66         | 46            |
| 9             | «Импульс»-ВАЭС (Волгодонск)               | 32            | 13            | 19            | 61:68         | 45            |
| 10            | «Луч» (Москва)                            | 32            | 12            | 20            | 49:68         | 44            |
| 11            | «Университет-Визит» (Пенза)               | 32            | 8             | 24            | 29:81         | 40            |
| 12            | «Мытищи»-МГОУ (Мытищи)                    | 32            | 5             | 27            | 32:85         | 37            |

| Зона «Сибирь - Дальний Восток» | Зона «Сибирь - Дальний Восток» | Зона «Сибирь - Дальний Восток» | Зона «Сибирь - Дальний Восток» | Зона «Сибирь - Дальний Восток» | Зона «Сибирь - Дальний Восток» | Зона «Сибирь - Дальний Восток» |
| М                              | Команды                        | И                              | В                              | П                              | С/П                            | О                              |
| ------------------------------ | ------------------------------ | ------------------------------ | ------------------------------ | ------------------------------ | ------------------------------ | ------------------------------ |
| 1                              | «Хара Морин» (Улан-Удэ)        | 36                             | 29                             | 7                              | 96:30                          | 65                             |
| 2                              | «Юрмаш» (Юрга)                 | 36                             | 29                             | 7                              | 96:42                          | 65                             |
| 3                              | «Строитель» (Красноярск)       | 36                             | 27                             | 9                              | 89:41                          | 63                             |
| 4                              | «Омичка» (Омск)                | 36                             | 25                             | 11                             | 85:54                          | 61                             |
| 5                              | «Аурум» (Хабаровск)            | 36                             | 22                             | 14                             | 74:58                          | 58                             |
| 6                              | «Локомотив-Ангара» (Иркутск)   | 36                             | 19                             | 17                             | 74:59                          | 55                             |
| 7                              | НЦВСМ (Новосибирск)            | 36                             | 12                             | 24                             | 48:76                          | 48                             |
| 8                              | МКТ (Тюмень)                   | 36                             | 9                              | 27                             | 42:86                          | 45                             |
| 9                              | «Забайкалка» (Чита)            | 36                             | 5                              | 31                             | 30:97                          | 41                             |
| 10                             | «Томичка-Юпитер» (Томск)       | 36                             | 2                              | 34                             | 16:104                         | 38                             |

### Финальный этап
В двухтуровом турнире принимали участие по три лучшие команды от двух зон. 1 тур — 13 — 18 апреля 2008 (Новый Уренгой), 2 тур — 6 - 11 мая 2008 (Улан-Удэ).
| М | Команда                | 1       | 2       | 3       | 4       | 5       | 6       | И  | В  | П | С/П   | О  |
| - | ---------------------- | ------- | ------- | ------- | ------- | ------- | ------- | -- | -- | - | ----- | -- |
| 1 | «Факел» Новый Уренгой  |         | 3:0 3:1 | 3:0     | 3:0 3:2 | 3:0 3:2 | 3:0     | 10 | 10 | 0 | 30:5  | 20 |
| 2 | «Северсталь» Череповец | 0:3 1:3 |         | 2:3 3:1 | 3:0 2:3 | 3:0     | 3:2 3:0 | 10 | 6  | 4 | 23:15 | 16 |
| 3 | «Динамо»-РГСУ Москва   | 0:3     | 3:2 1:3 |         | 3:2 3:1 | 3:1 3:0 | 3:1 1:3 | 10 | 6  | 4 | 20:19 | 16 |
| 4 | «Хара Морин» Улан-Удэ  | 0:3 2:3 | 0:3 3:2 | 2:3 1:3 |         | 3:1 2:3 | 3:0     | 10 | 4  | 6 | 19:21 | 14 |
| 5 | «Строитель» Красноярск | 0:3 2:3 | 0:3     | 1:3 0:3 | 1:3 3:2 |         | 3:1 3:0 | 10 | 3  | 7 | 13:25 | 13 |
| 6 | «Юрмаш» Юрга           | 0:3     | 2:3 0:3 | 1:3 3:1 | 0:3     | 1:3 0:3 |         | 10 | 1  | 9 | 7:28  | 11 |

По итогам финального этапа «Факел» (Новый Уренгой) получил право на выступление в суперлиге в сезоне 2008-2009.

## Высшая лига «Б»
Итоговая расстановка
| «Европа»                                     | «Сибирь-Дальний Восток»            |
| -------------------------------------------- | ---------------------------------- |
| 1. «Ладога» (Ленинградская область)          | 1. «Юрмаш»-2 (Юрга)                |
| 2. «Заречье-Одинцово»-2 (Московская область) | 2. «Локомотив» (Иркутск)           |
| 3. «Обнинск» (Обнинск)                       | 3. МКТ-2 (Тюмень)                  |
| 4. «Амонд» (Самара)                          | 4. «Олимп» (Новосибирская область) |
| 5. «Ярославна-ТМЗ» (Тутаев)                  | 5. «Строитель»-2 (Красноярск)      |
| 6. «Тулица»-2 (Тула)                         | 6. «Забайкалка»-2 (Чита)           |
| 7. «Спарта» (Нижний Новгород)                |                                    |
| 8. «Ленинградка»-2 (Санкт-Петербург)         |                                    |
| 9. «Стинол»-2 (Липецк)                       |                                    |
| 10. «Олимпия» (Шуя)                          |                                    |
| 11. «Анапа» (Анапа)                          |                                    |

## Первая лига
Итоговая расстановка
| 1. «Автодор-Метар»-2 (Челябинск)        |
| 2. «Северсталь»-2 (Череповец)           |
| 3. «Воронеж» (Воронеж)                  |
| 4. «Экран» (Санкт-Петербург)            |
| 5. «Университет-Белогорье»-2 (Белгород) |
| 6. «Искра»-СГЭА-2 (Самара)              |
| 7. СДЮШОР-65-«Ника» (Москва)            |
| 8. «Рязань» (Рязань)                    |
| 9. КСДЮШОР-«Динамо» (Краснодар)         |
| 10. ВИС (Волгодонск)                    |
| 11. «Экономист» (Казань)                |
| 12. «Казаночка»-2 (Казань)              |
| 13. «Калининград»-РГУ (Калининград)     |
| 14. «Смолянка» (Смоленск)               |
| 15. ТГУ-«Тамбовчанка» (Тамбов)          |
| 16. «Медик» (Курск)                     |
| 17. «Университет-Визит»-2 (Пенза)       |

## Источник
«Волейбол. Чемпионат России 2009». Альманах Всероссийской федерации волейбола